# Colletes albescens
Colletes albescens là một loài Hymenoptera trong họ Colletidae. Loài này được Cresson mô tả khoa học năm 1868.
Loài này phân bố ở Zimbabwe.